# Sint-Gerulphuskerk (Vogelwaarde)
De Sint-Gerulphuskerk is de voormalige parochiekerk van Stoppeldijk, dat samen met het nabijgelegen Boschkapelle aaneengebouwd is tot Vogelwaarde. De kerk is gelegen aan Rapenburg 49 en is in 2016 onttrokken aan de eredienst.

## Geschiedenis
Deze kerk werd in 1860 gebouwd onder architectuur van P. Soffers. In 1869 werd deze kerk echter getroffen door brand, waarna Soffers in 1870 de herbouw -en tevens verlenging van de kerk- ter hand nam.

## Gebouw
Het betreft een bakstenen driebeukige pseudobasiliek in neogotische stijl. De kerk heeft een voorgebouwde toren die voorzien is van steunberen en drie geledingen telt, bekroond door vier topgevels en een achtkante spits. De spitsboogvensters in de voorgevel zijn uitgevoerd in gietijzer en rijk in detaillering.

## Interieur
Het interieur wordt overwelfd door gestucte houten kruisgewelven. Ch. Bruggeman vervaardigde in 1870 de monumentale neogotische preekstoel en twee biechtstoelen in dezelfde stijl. Het doopvont, uitgevoerd in natuursteen, is van 1881.

## Omgeving
Voor de kerk bevindt zich een Heilig Hartbeeld van ongeveer 1920. Op het kerkhof, aangelegd in 1861, bevindt zich een baarhuisje uit de tijd van de stichting en zijn er enkele laat-19e-eeuwse grafmonumenten.